# Polystichum nayongense
Polystichum nayongense är en träjonväxtart som beskrevs av P. S. Wang och X. Y. Wang. Polystichum nayongense ingår i släktet Polystichum och familjen Dryopteridaceae. Inga underarter finns listade.